# Joint Security Area
Joint Security Area, (공동경비구역 JSA?, Gongdonggyeongbigu-yeok JSALR) è un film del 2000 diretto da Park Chan-wook e interpretato da Lee Byung-hun e Song Kang-ho. È tratto dal romanzo DMZ di Park Sang-yeon.

## Trama
Due soldati nordcoreani rimangono uccisi ed uno ferito nella zona demilitarizzata dell'Area di sicurezza congiunta al posto di frontiera prossimo al Ponte del non ritorno, prima che il sergente sudcoreano Lee Soo-hyeok, anch'egli ferito, riesca a riguadagnare la sua parte del confine. Le truppe del sud lo recuperano ingaggiando uno scontro a fuoco; due giorni dopo, la fragile pace tra le due Coree dipende da un'indagine speciale condotta dalla maggiore dell'Esercito svizzero, di padre coreano, Sophie E. Jean, per conto della Commissione di supervisione delle nazioni neutrali (NNSC).
Poiché il sergente Lee Soo-hyeok ha confessato di aver fatto fuoco, Sophie cerca di risalire al motivo per cui i superstiti abbiano fornito due versioni contraddittorie; Soo-hyeok dichiara di essere stato aggredito e rapito, e di essersi risvegliato immobilizzato nel posto di frontiera nordcoreano, di essersi liberato senza farlo notare e di avere sparato ai tre militari del nord. Il sopravvissuto nordcoreano, sergente Oh Kyeong-pil dichiara a Sophie che Lee fece irruzione nel posto di frontiera e sparò a tutti i presenti prima di ritirarsi quando Kyeong-pil, prima di spirare, gli sparò a sua volta.
L'autopsia dimostra che un soldato nordcoreano, Jung Woo-jin, fu colpito ripetutamente otto volte, cosa che indica accanimento; per di più, c'è un colpo che non riesce a giustificare. Nel corso dell'indagine, il soldato testimone Nam Sung-shik tenta il suicidio saltando dalla finestra della stanza degli interrogatori, e una strana reazione emotiva tra Lee e Oh durante un incontro spinge Sophie a confermare i suoi sospetti che i soldati superstiti e Jung fossero tra di loro amici e stessero cercando di proteggersi gli uni con gli altri.
Attraverso dei flashback si mostra che Lee, mentre era di pattuglia con commilitoni, era entrato senza accorgersi dalla parte nordcoreana del confine, e aveva messo il piede su una mina; fu scoperto da Oh e Jung, che disinnescarono la mina salvandogli la vita, cosa che spise poi Lee nelle settimane successive a gettare dei bigliettini oltre il Ponte del non ritorno per tenere i contatti con loro. Dopo aver invitato Lee oltre il confine, i tre, ai quali si aggiunse poi Nam, diventarono amici, lasciando fuori la politica per restare fedeli ai propri rispettivi paesi.
All'aumento delle tensioni tra Nord e Sud, Lee e Nam tornarono al posto di guardia del Nord per salutare i loro amici e festeggiare il compleanno di Jung, ma vi trovarono un ufficiale della Corea del Nord, che accusa i suoi sottoposti di essere in combutta col nemico; Oh, da parte sua, tenta di convincerlo che i sudcoreani sono venuti da lui perché intenzionati a disertare per andare a vivere al Nord. Per risolvere lo stallo alla messicana, Oh convince tutti ad abbassare le armi, ma Nam perde il controllo e spara all'ufficiale quando parte una canzone alla radio; mentre Jung riestrae la pistola, Nam gli spara, e lo colpisce ancora a ripetizione dopo averlo ucciso. Oh schiaffeggia Nam per farlo uscire dal suo stato di stordimento Sung-shik, gli prende la pistola e spara all'ufficiale, ancora vivo, poi convince Nam e Lee a fuggire con la falsa giustificazione di essere stati rapiti, prima di cancellare le prove della fraternizzazione coi soldati del Sud. Dopo aver colpito Oh alla spalla per dar credibilità alla loro versione, Lee e Nam attraversano il confine. Nam arriva per primo senza farsi vedere, mentre Lee, la cui gamba ferita gli impedisce di correre, viene recuperato dai suoi commilitoni.
Nel presente viene annunciata a Sophie la rimozione dal suo incarico quando si scopre che suo padre, prigioniero della guerra di Corea, aveva combattuto per il Nord, cosa che tecnicamente non la renderebbe neutrale. Prima di lasciare la Corea, tenta di ricostruire per suo interesse personale la realtà dei fatti, prima con Oh poi con Lee. Sophie dà a Lee l'accendino che egli aveva dato un tempo a Oh. Prima di salutarlo, gli rivela che Oh le aveva detto di aver visto Lee sparare a Jung nella confusione per primo, prima che Nam gli sparasse. Lee ruba la pistola di un ufficiale e si uccide per scontare la colpa di aver provocato la morte di Jung e il tentativo di suicidio di Nam. Alla fine si vede la fotografia, scattata da un turista americano, che per caso contiene le immagini dei quattro soldati coinvolti prima dell'incidente.

## Produzione
Le strutture della zona demilitarizzata coreana mostrate nel film furono costruite appositamente per il film, negli studi di Namyangju con un budget di 900 milioni di won.

## Accoglienza
Il film attirò circa mezzo milione di spettatori nella sola Seul durante la prima settimana di programmazione. A quindici giorni dall'uscita raggiunse il milione di ingressi al cinema, e all'inizio del 2001 Joint Security Area era diventato il film col maggiore incasso nella storia del cinema coreano.  Fu poi superato dai film Friend, Silmido e Brothers of War - Sotto due bandiere. Complessivamente, JSA ebbe 2 499 400 ingressi nei cinema di Seoul in venti settimane di programmazione, e 5,8 milioni d'ingressi stimati in tutto il paese. Il film ebbe un grande successo anche in Giappone, dove incassò 1,16 miliardi di yen, diventando una dei film stranieri di maggior successo del 2001.
Un DVD del film fu donato al leader nordcoreano Kim Jong-il dal presidente della Corea del Sud Roh Moo-hyun durante il summit delle due Coree dell'ottobre 2007.
Nel 2009, il regista Quentin Tarantino lo indicò tra i suoi venti film preferiti usciti dal 1992 in avanti.

## Riconoscimenti
- 2000 – Blue Dragon Film Awards
  - Miglior Film
  - Miglior regista a Park Chan-wook
  - Miglior attore non protagonista a Shin Ha-kyun
  - Miglior fotografia Kim Seong-bok

- 2000 – Busan Film Critics Awards
  - Miglior attore a Lee Byung-hun e Song Kang-ho

- 2000 – Director's Cut Awards
  - Miglior regista a Park Chan-wook
  - Miglior attore a Song Kang-ho
  - Miglior attore esordiente Shin Ha-kyun
  - Miglior produttore a Shim Jae-myung

- 2001 – Deauville Asian Film Festival
  - Lotus d'Or (Prix du Jury) (Premio della giuria)
  - Lotus du Public (Prix du Public) (Premio del pubblico)
  - Lotus du Meilleur Acteur (Miglior attore) a Song Kang-ho

- 2001 – Seattle International Film Festival
  - New Director's Showcase Special Jury Prize

- 2001 – Festival di Berlino[7]
  - Candidatura all'Orso d'oro

- 2001 – Baeksang Arts Awards[8]
  - Miglior regista a Park Chan-wook

- 2001 – Premio Daejong
  - Daejong al miglior film
  - Daejong al miglior attore a Song Kang-ho
  - Daejong ai migliori effetti sonori a Kim Seok-weon e Kim Won-yong
  - Daejong alla migliore scenografia
  - Candidatura al Daejong al miglior attore non protagonista a Shin Ha-kyun

- 2001 – Fantasia International Film Festival
  - Candidatura a Miglior film

- 2002 – Blue Ribbon Awards
  - Miglior film straniero

- 2003 – Hong Kong Film Awards
  - Candidatura a Miglior film asiatico